# Arnold Sinisalu
Arnold Sinisalu (* 20. Februar 1970 in Kärdla) ist ein estnischer Nachrichtendienstler. Er ist Generaldirektor der Sicherheitspolizei. Im Mai 2015 wurde er von Russland mit einem Einreiseverbot belegt.